# Église Notre-Dame-de-la-Plaine d'Oyonnax
L'église Notre-Dame est située sur la commune d'Oyonnax dans le département de l'Ain, en France. Depuis le 10 mars 2003, l'édifice est Label « Patrimoine du XXe siècle ».

## Description
Cet édifice ainsi que le mobilier liturgique à l'intérieur, ont été réalisés en béton brut de décoffrage, sous la direction de Pierre Pinsard (1906-1988), architecte parisien influencé par Le Corbusier, et de son assistant Hugo Vollmar. La mise en œuvre du chantier a été confiée à l'entreprise Billiez-Godet et à son contremaitre oyonnaxien René Collet (1926-2008) qui dirigea sa construction de 1967 à 1969 dans le quartier de la Plaine. Il réalisa le dosage d'un béton d'une qualité rare en certains endroits du bâtiment. Présenté par Pierre Pinsard pour son sérieux et le respect des plans de cet ouvrage, lui valut d'être reconnu par l'académie d'architecture, lui décernant la médaille de bronze.[pas clair][réf. nécessaire]
Elle est inaugurée en 1970 par l’évêque de Belley et par l'abbé Morel qui en fut le premier curé.